# Regierung Hughes IV
Die Regierung Hughes IV war die dreizehnte Regierung Australiens. Sie amtierte vom 10. Januar 1918 bis zum 9. Februar 1923. Alle Mitglieder der Regierung gehörten der Nationalist Party of Australia an.
Die Vorgängerregierung wurde ebenfalls von der Nationalist Party gestellt, die im Februar 1917 aus der Vereinigung von National Labor Party und Commonwealth Liberal Party hervorgegangen war. Am 20. Dezember 1917 fand, wie schon im Oktober 1916, erneut eine Volksabstimmung über die Einführung der Wehrpflicht statt. Die Mehrheit gegen die Wehrpflicht war noch größer als bei der ersten Abstimmung. Premierminister Billy Hughes trat, wie vor der Abstimmung im Fall einer Niederlage versprochen, am 8. Januar zurück, blieb aber Vorsitzender der Nationalist Party. Generalgouverneur Ronald Munro-Ferguson beauftragte daraufhin Hughes erneut mit der Bildung einer Regierung. Bei der Parlamentswahl 1919 verlor die Nationalist Party deutlich an Stimmen und hatte im Repräsentantenhaus mit 37 von 75 Sitzen nur noch eine knappe Mehrheit. Bei der folgenden Parlamentswahl am 16. Dezember 1922 büßte die Nationalist Party erneut Stimmen ein und war mit 26 Sitzen nur noch zweitstärkste Partei und auf die Country Party für die Bildung einer Koalitionsregierung angewiesen. Da der Vorsitzende der Country Party, Earle Page, eine von Hughes geführte Regierung ablehnte, wurde Schatzminister Stanley Bruce neuer Premierminister.

## Ministerliste
| Amt                                     | Minister            | Amtszeit                            | Bild |
| --------------------------------------- | ------------------- | ----------------------------------- | ---- |
| Premierminister                         | Billy Hughes        | 10. Januar 1918 – 9. Februar 1923   |      |
| Generalstaatsanwalt                     | Billy Hughes        | 10. Januar 1918 – 21. Dezember 1921 |      |
| Generalstaatsanwalt                     | Littleton Groom     | 21. Dezember 1921 – 9. Februar 1923 |      |
| Außenminister                           | Billy Hughes        | 21. Dezember 1921 – 9. Februar 1923 |      |
| Marineminister                          | Joseph Cook         | 10. Januar 1918 – 28. Juli 1920     |      |
| Marineminister                          | William Laird Smith | 28. Juli 1920 – 21. Dezember 1921   |      |
| Schatzminister                          | John Forrest        | 10. Januar 1918 – 27. März 1918     |      |
| Schatzminister                          | William Watt        | 27. März 1918 – 15. Juni 1920       |      |
| Schatzminister                          | Joseph Cook         | 28. Juli 1920 – 11. November 1921   |      |
| Schatzminister                          | Stanley Bruce       | 21. Dezember 1921 – 9. Februar 1923 |      |
| Verteidigungsminister                   | George Pearce       | 10. Januar 1918 – 21. Dezember 1921 |      |
| Verteidigungsminister                   | Walter Massy-Greene | 21. Dezember 1921 – 9. Februar 1923 |      |
| Minister für Repatriierung              | Edward Millen       | 10. Januar 1918 – 9. Februar 1923   |      |
| Minister für Arbeit und Eisenbahn       | William Watt        | 10. Januar 1918 – 27. März 1918     |      |
| Minister für Arbeit und Eisenbahn       | Littleton Groom     | 27. März 1918 – 21. Dezember 1921   |      |
| Minister für Arbeit und Eisenbahn       | Richard Foster      | 21. Dezember 1921 – 9. Februar 1923 |      |
| Minister für Inneres und Territorien    | Patrick Glynn       | 10. Januar 1918 – 3. Februar 1920   |      |
| Minister für Inneres und Territorien    | Alexander Poynton   | 4. Februar 1920 – 21. Dezember 1921 |      |
| Minister für Inneres und Territorien    | George Pearce       | 21. Dezember 1921 – 9. Februar 1923 |      |
| Minister für Handel und Zölle           | Jens Jensen         | 10. Januar 1918 – 13. Dezember 1918 |      |
| Minister für Handel und Zölle           | William Watt        | 13. Dezember 1918 – 17. Januar 1919 |      |
| Minister für Handel und Zölle           | Walter Massy-Greene | 17. Januar 1919 – 21. Dezember 1921 |      |
| Minister für Handel und Zölle           | Arthur Rodgers      | 21. Dezember 1921 – 5. Februar 1923 |      |
| Generalpostmeister                      | William Webster     | 10. Januar 1918 – 3. Februar 1920   |      |
| Generalpostmeister                      | George Wise         | 4. Februar 1920 – 21. Dezember 1921 |      |
| Generalpostmeister                      | Alexander Poynton   | 21. Dezember 1921 – 5. Februar 1923 |      |
| Gesundheitsminister                     | Walter Massy-Greene | 10. März 1921 – 5. Februar 1923     |      |
| Vizepräsident des Executive Council     | Littleton Groom     | 10. Januar 1918 – 27. März 1918     |      |
| Vizepräsident des Executive Council     | Edward Russell      | 27. März 1918 – 21. Dezember 1921   |      |
| Vizepräsident des Executive Council     | John Earle          | 21. Dezember 1921 – 5. Februar 1923 |      |
|                                         |                     |                                     |      |
| Honorary Minister                       | Edward Russell      | 10. Januar 1918 – 17. Januar 1919   |      |
| Honorary Minister                       | Alexander Poynton   | 27. März 1918 – 4. Februar 1920     |      |
| Honorary Minister                       | William Laird Smith | 3. Februar 1920 – 21. Dezember 1921 |      |
|                                         |                     |                                     |      |
| Assistant Minister für Preisfestsetzung | Walter Massy-Greene | 27. März 1918 – 17. Januar 1919     |      |
| Assistant Minister für Rekrutierung     | Richard Orchard     | 27. März 1918 – 17. Januar 1919     |      |
| Assistant Minister für Verteidigung     | George Wise         | 27. März 1918 – 21. Dezember 1921   |      |
| Assistant Minister für Verteidigung     | Granville Ryrie     | 4. Februar 1920 – 9. Februar 1923   |      |
| Assistant Minister für Repatriierung    | Arthur Rodgers      | 28. Juli 1920 – 21. Dezember 1921   |      |
| Assistant Minister für Repatriierung    | Hector Lamond       | 21. Dezember 1921 – 9. Februar 1923 |      |